# Campeonato de Fórmula 3 de 2026
O Campeonato de Fórmula 3 da FIA de 2026 será a oitava temporada do Campeonato de Fórmula 3 da FIA, um campeonato de automobilismo para carros de Fórmula 3, sancionado pela Federação Internacional de Automobilismo (FIA). É uma categoria de corridas de monopostos que serve como terceiro nível de corridas de fórmula no FIA Global Pathway. A categoria será disputada em apoio a etapas selecionadas do Campeonato Mundial de Fórmula 1 da FIA de 2026. Como o campeonato é uma categoria de monotipos, todas as equipes e pilotos do campeonato disputam com o mesmo carro.

## Participantes
As seguintes equipes estão programadas para competir no Campeonato de Fórmula 3 da FIA de 2026. Por ser um campeonato de monotipo, todas as equipes competem com um chassi idêntico construído pela Dallara com um motor desenvolvido pela Mecachrome e com pneus fornecidos pela Pirelli.
| Equipe                | Piloto          |
| --------------------- | --------------- |
| AIX Racing            | Yevan David     |
| AIX Racing            | Por anunciar    |
| AIX Racing            | Por anunciar    |
| ART Grand Prix        | Por anunciar    |
| ART Grand Prix        | Por anunciar    |
| ART Grand Prix        | Por anunciar    |
| Campos Racing         | Por anunciar    |
| Campos Racing         | Por anunciar    |
| Campos Racing         | Por anunciar    |
| DAMS Lucas Oil        | Por anunciar    |
| DAMS Lucas Oil        | Por anunciar    |
| DAMS Lucas Oil        | Por anunciar    |
| Hitech TGR            | Por anunciar    |
| Hitech TGR            | Por anunciar    |
| Hitech TGR            | Por anunciar    |
| MP Motorsport         | Mattia Colnaghi |
| MP Motorsport         | Por anunciar    |
| MP Motorsport         | Por anunciar    |
| Prema Racing          | Por anunciar    |
| Prema Racing          | Por anunciar    |
| Prema Racing          | Por anunciar    |
| Rodin Motorsport      | Por anunciar    |
| Rodin Motorsport      | Por anunciar    |
| Rodin Motorsport      | Por anunciar    |
| Trident               | Por anunciar    |
| Trident               | Por anunciar    |
| Trident               | Por anunciar    |
| Van Amersfoort Racing | Por anunciar    |
| Van Amersfoort Racing | Por anunciar    |
| Van Amersfoort Racing | Por anunciar    |

## Calendário
Os seguintes dez eventos serão realizados como parte do calendário da Fórmula 3 de 2026:
| Rodada | Circuito                                  | Corrida Sprint | Corrida Principal |
| ------ | ----------------------------------------- | -------------- | ----------------- |
| 1      | Circuito de Albert Park, Melbourne        | 6 de março     | 8 de março        |
| 2      | Circuito Internacional do Barém, Sakhir   | 12 de abril    | 10 de abril       |
| 3      | Circuito de Mônaco, Mônaco                | 4 de junho     | 7 de junho        |
| 4      | Circuito de Barcelona-Catalunha, Montmeló | 12 de junho    | 14 de junho       |
| 5      | Red Bull Ring, Spielberg                  | 26 de junho    | 28 de junho       |
| 6      | Circuito de Silverstone, Silverstone      | 3 de julho     | 5 de julho        |
| 7      | Circuito de Spa-Francorchamps, Stavelot   | 17 de julho    | 19 de julho       |
| 8      | Hungaroring, Mogyoród                     | 24 de julho    | 26 de julho       |
| 9      | Circuito de Monza, Monza                  | 4 de setembro  | 6 de setembro     |
| 10     | Circuito de Madring, Madri                | 11 de setembro | 13 de setembro    |
| Fonte: |                                           |                |                   |